# Comune di Nordborg
Il comune di Nordborg, fino al 1º gennaio 2007 è stato un comune danese situato nella contea dello Jutland Meridionale, il comune aveva una popolazione di 13.893 abitanti (2006) e una superficie di 125 km².
Capoluogo era la cittadina omonima.
Dal 1º gennaio 2007, con l'entrata in vigore della riforma amministrativa, il comune è stato soppresso e accorpato ai comuni di Augustenborg, Broager, Gråsten, Sydals e Sundeved per dare luogo al riformato comune di Sønderborg compreso nella regione della Danimarca Meridionale (Syddanmark).